# 星宿桥
星宿桥位于中华人民共和国云南省禄丰县县城金山镇星宿公园内，属于全国重点文物保护单位。因位于原县城西门星宿江故道上，故又俗称“西门大桥”。

## 历史
桥创建于明万历四十二年（1614年），清康熙三十九年（1700年）、四十二年（1703年）、四十六年（1707年）3次冲塌，三次修复。雍正五年（1727年）冲塌，道光五年（1825年）禄丰琅井人杨安园致仕回籍，首倡捐银修建，同时募化往来官商，历时6年收银万两，于道光十二年（1832年）落成。
此桥建成后，成为滇西大马路上的交通要道。中华人民共和国成立后，星宿江上游修建了东河水库等水利工程，1993年又完成了星宿江改道工程，从根本上消除了水患，桥及桥上下部分老河道改建为现在的“星宿公园”。

## 形制
该桥为七孔尖拱石桥，呈东西走向，横跨星宿江。通体用红砂石间石灰掺糯米浆砌筑，总长118.8米，宽10.56米。总跨距99米。单孔跨距分别为9.8米-10.3米不等。拱圈纵联砌筑，桥墩为船形，长18米，宽4.3米。桥东重檐牌楼四柱三门，斗拱飞檐，高12米，宽11米，中门额“星宿桥”正面为滇南使者伊里布楷书，内面为云贵总督阮元篆书。坊有柱联两联。桥西石阙，十柱九门，高8米，宽12.3米，阙额“坤维永镇”。有柱联五联。阙碑九块，其一为道光十二年重修星宿桥碑记。另外八块是功德碑。李根源、方国瑜评价此桥“工程良美，为全滇之冠”，“滇西石桥，此为著名，堪称第一”。

## 保护
星宿桥1973年公布为县级文物保护单位，1981年公布为州级文物保护单位，1983年公布为省级文物保护单位，2013年同丰裕桥一起被列为第七批全国重点文物保护单位。